# Carl Koch (Politiker, 1815)
Carl Friedrich Wilhelm Koch (auch Karl; * 17. August 1815 in Nieder-Wildungen; † 14. November 1882 ebenda) war ein deutscher Ölmüller und Politiker.
Koch war der Sohn des Metzgers und Schankwirtes Johann Moritz Koch (1768–1827) und dessen Ehefrau Friederike Christiane Margarethe, geborene Suden (* 1789). Er heiratete am 25. Oktober 1835 in Nieder-Wildungen Christiane Jorns (1811–1869). Koch lebte als Ölmüller in der Sonderau bei Nieder-Wildungen. Von 1851 bis 1852 war er für den II. Wahlkreis und erneut 1855 bis 1863 (für den Kreis der Eder) Abgeordneter im Landtag des Fürstentums Waldeck-Pyrmont.